# Polina Ossipenko
Polina Deníssovna Ossipenko (rus: Полина Денисовна Осипенко, ucraïnès: Полі́на Дени́сівна Осипе́нко Polina Deníssivna Ossipenko 8 d'octubre del 1907, a Novospassovka (ara rebatejat en honor seu com a Ossipenko), gubèrnia de Iekaterinoslav, Imperi Rus - 11 de maig del 1939 al poble d'Alt, raion de Ribnovski, óblast de Riazan, RSFSR, URSS) va ser una aviadora militar soviètica, més notable com a segon pilot que, juntament amb Valentina Grizodúbova i Marina Raskova, els dies 24 i 25 de setembre del 1938 va realitzar un vol sense escales entre Moscou i el Mar d'Okhotsk, establint un nou rècord de distància per a vols directes operats per dones. Per aquest èxit, va esdevenir una Heroïna de la Unió Soviètica, la distinció militar més alta de la Unió Soviètica, una de les tres primeres dones (juntament amb Grizodóbova i Raskova) a rebre la distinció. Ossipenko va morir el 1939 juntament amb Anatoli Serov durant un vol de rutina.

## Biografia
Ossipenko va néixer el 1907 a Novospassovka, gubèrnia de Iekaterinoslav (en l'actualitat óblast de Zaporíjia d'Ucraïna) en una família de camperols ètnicament ucraïnesos com a Polina Dudnik. Fins al 1930 treballà en una granja col·lectiva. Entre 1930 i 1933, Ossipenko fou estudiant a l'Escola de Vol de Kazan, i posteriorment va exercir com a oficial, pilotant un caça. El 1937, va establir tres vegades el rècord mundial d'altura dels vols. A l'octubre de 1937, Ossipenko i Raskova establiren el rècord de distància femení en volar des de Moscou a Aktobé (1.444,722 km), i al juliol de 1938, Ossipenko, Vera Lomako, i Raskova van establir un nou rècord en volar sense escales des Sebastòpol a Arkhànguelsk. Va estar casada amb el també aviador Aleksandr Stepànovix Ossipenko, que va lluitar a la Guerra Civil Espanyola en el bàndol republicà.
El 24 de setembre, Grizodúbova, Ossipenko i Raskova fixen en el que se suposava que era un vol sense escales des de Moscou fins a Komsomolsk na Amure. El seu avió era un Túpolev ANT-37. No obstant això, les condicions climàtiques eren difícils, no van aconseguir aterrar a l'aeròdrom de Komsomolsk, i es van trobar a la costa del Mar d'Okhotsk sense combustible. Grizodúbova, que era la comandant de l'aeronau, va decidir un aterratge forçós al bosc. Raskova va rebre l'ordre de saltar de l'avió i es va trobar al bosc deu dies més tard. Grizodúbova i Ossipenko van romandre a l'avió i van sobreviure l'aterratge forçós. Encara ostenten el rècord de distància femení en vol i ambdues van rebre títol d'Heroïnes de la Unió Soviètica.
Ossipenko va morir en un accident aeri l'11 de maig de 1939, durant unes sessions d'entrenament amb el cap d'inspeccions de vol principal de la Força Aèria de l'Exèrcit Roig Anatoli Serov.
Les cendres de Serov i Ossipenko reposen en urnes al mur del Kremlin a la Plaça Roja de Moscou.